# S.S.J.B.F. in 武道館
『S.S.J.B.F. in 武道館』（スーパー・サマー・ジャンボ・バブル・フェスティバル イン にっぽんぶどうかん）は、日本のロックバンド、SONS OF ALL PUSSYSのライヴビデオ。2004年12月25日（ライヴイベント「天嘉 -参-」会場およびネット販売）、2005年3月26日発売（一般販売）。発売元はDanger Crue Records。

## 解説
『BUBBLE FESTiVAL 2003-春』以来2作目となるライヴビデオ。発売当初は2004年10月20日に行われた所属レーベル主催のライヴイベント「天嘉 -参-」の会場での販売とインターネットでの通信販売のみであったが、2005年3月26日に一般店頭販売も開始された。
本作には、2004年8月30日に日本武道館で行われたS.O.A.P.の集大成となるライヴ「第7回TOKYO BUBBLE FESTiVAL SUPER SUMMER JUMBO BUBBLE FESTiVAL」の模様が収録されている。なお、このライヴにはSONS OF ALL PUSSYSの他、Kenの旧友である清春や、ラヴィアンローズ、LUNKHEAD、SUCK DOWNが出演している。
本作の特典映像には、ギネスブックに挑戦すべく1万人規模で行われた企画「GO!GO!S.O.A.P.〜王様ゲーム」の模様と、ライヴのオフショット映像が収録されている。

## 収録曲
1. GRACE
2. I love you, I need you, I fuck you
3. Every Second, I'm In ROMANCE
4. 2seconds to the top
5. Moving On
6. Paradise
7. high!
8. gimme A guitar
9. Red sky
10. I wanna fly with your airplane